# Râul Blăjanca
Râul Blăjanca este un curs de apă, afluent al râului Buzău. 